# عارف الزوكا
عارف عوض صالح الزوكا (1964 - 4 ديسمبر 2017) سياسي يمني شغل منصب الامين العام لحزب المؤتمر الشعبي العام.

## عن حياته
ولد في سنة 1964 في محافظة شبوة جنوب اليمن.

## الخبرات والمناصب
- نائب لرئيس المؤتمر الشعبي العام فرع محافظة شبوة للفترة 90م – 94م
- رئيساً لفرع المؤتمر الشعبي العام محافظة شبوة للفترة 94م – 99م.
- رئيساً لدائرة الإدارة والخدمات بالأمانة العامة عام 99م.
- رئيساً لفرع المؤتمر الشعبي العام محافظة شبوة للفترة 99م – 2003م.
- رئيساً لدائرة المنظمات الجماهيرية بالأمانة العامة للمؤتمر للفترة 2004-2005.
- رئيساً لدائرة الشباب والطلاب بالأمانة العامة للمؤتمر للفترة 2008م – 2012م.
- أميناً عاماً مساعداً للمؤتمر الشعبي العام لقطاع التعليم والشباب والطلاب.
- كلف أميناً عاماً للمؤتمر الشعبي العام من قبل الدورة الاستثنائية للجنة الدائمة للمؤتمر الشعبي العام في دورتها الاستثنائية المنعقدة يوم السبت 8-11-2014م

## أهم المناصب الحكومية التي شغلها
- وكيل لمحافظة إب للفترة 2003م – 2004م.
- وكيل أول لأمانة العاصمة صنعاء للفترة 2004-2005م.
- محافظاً لمحافظة مأرب للفترة 2006- 2008م .
- وزيراً للشباب والرياضة للفترة 2011م.

## مقتله
قُتل في 4 ديسمبر 2017 علي يد جماعة أنصار الله (الحوثيين) بعد أيام من انهيار التحالف بين حزب المؤتمر الشعبي العام وجماعة أنصار الله الذي تطور لإشتباكات عنيفة بين الطرفين في العاصمة صنعاء و مناطق أُخرى في اليمن .